# サハラ交易

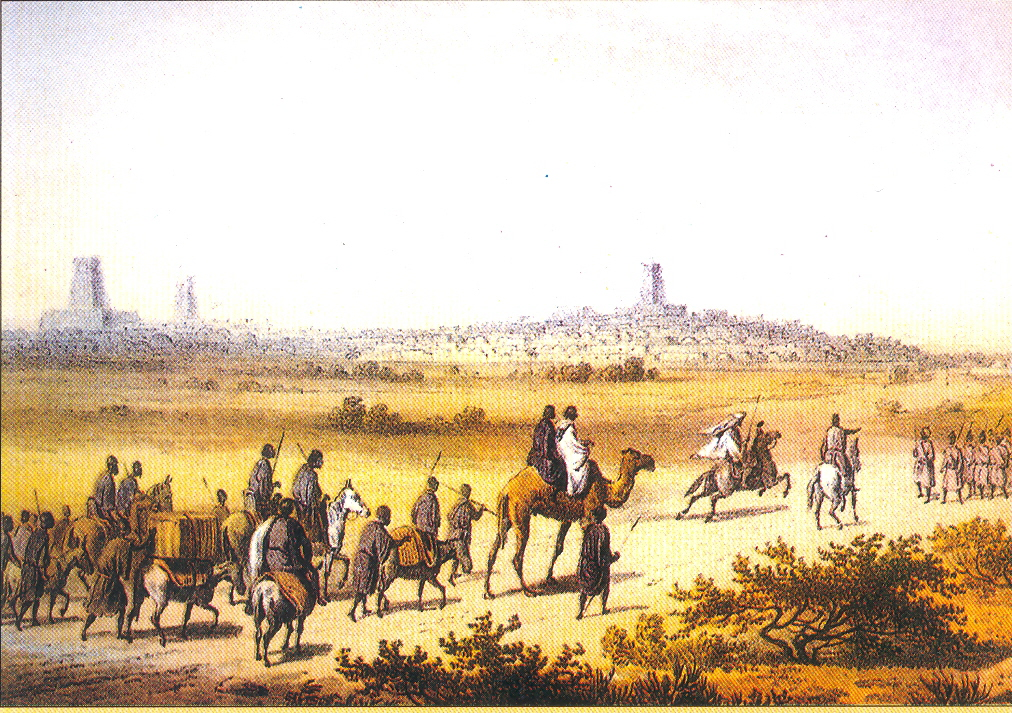
1853年のキャラバンとトンブクトゥ

サハラ交易（サハラこうえき、英: trans-Saharan trade）は、地中海沿岸と西アフリカのあいだの交易を指す。先史時代から存在したが、最盛期は8世紀から16世紀後期にわたる。日本語表記ではサハラ縦断交易（サハラじゅうだんこうえき）、トランスサハラ交易もある。
塩と砂金の交易でキャラバンが往来し、合わせて奴隷やコーラの実なども高価な商品として運ばれ、交易路周辺の国家は繁栄した。19世紀以降のヨーロッパによるアフリカの植民地化や、20世紀以降の独立による国境線の確定によって交易が減り、民族の対立や地域の政情不安が起きている。21世紀以降もラクダを使う伝統的なキャラバンが塩の交易を行なっている。

## 地理

### サハラ砂漠

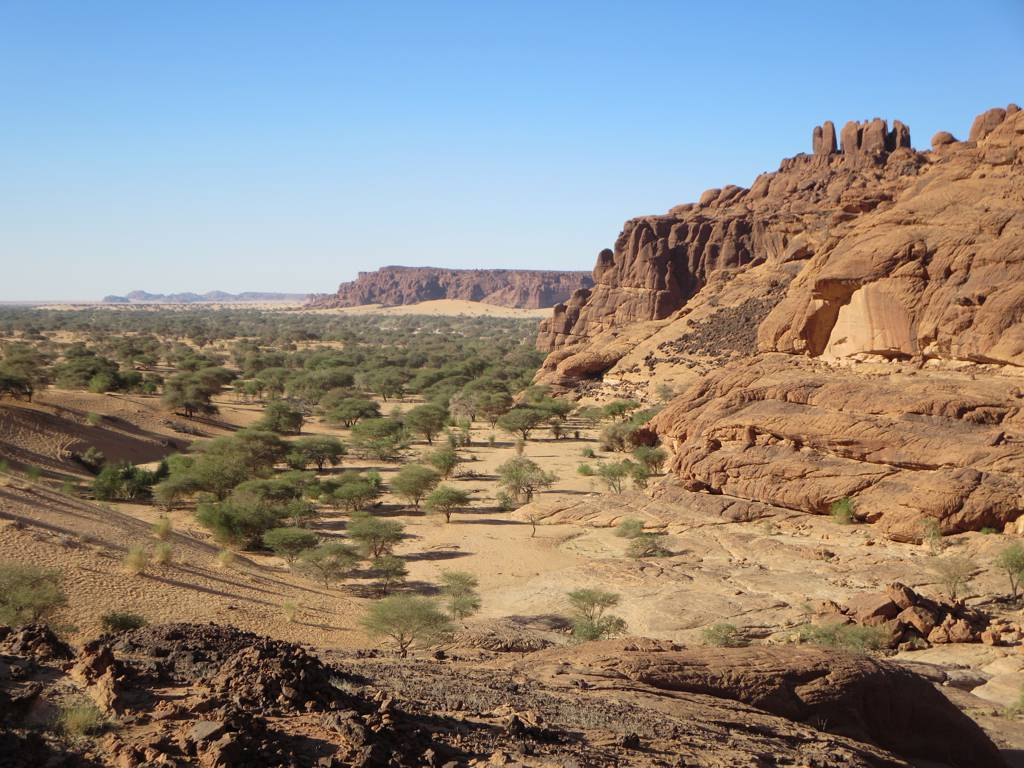
サハラ砂漠とサヘルの境界に位置するエネディ山地

サハラ砂漠は、北アフリカとサブサハラ・アフリカの間に位置しており、地中海経済とニジェール盆地の経済を隔てる空間である。機械化された輸送手段なしにその空間を越えるのは、期待される利益が輸送コストと道中の危険の予想を上回る例外的な場合にのみ価値がある。
サハラ砂漠の一帯は1億8000万年前に塩湖の下にあり、交易品である塩鉱のもとになった。11000年前から5000年前までは湿潤期で水に覆われた地域が多く、人間は中央の高地で生活していた。紀元前3000年頃からの乾燥化で人間はサバンナや地中海沿岸に移住したと推測されている。サハラ砂漠の気候は交易にも影響を及ぼしており、8世紀から16世紀にかけて西アフリカは比較的湿潤だったが、17世紀以降の乾燥化は移住を引き起こし交易が減少する一因となった。

### サヘル

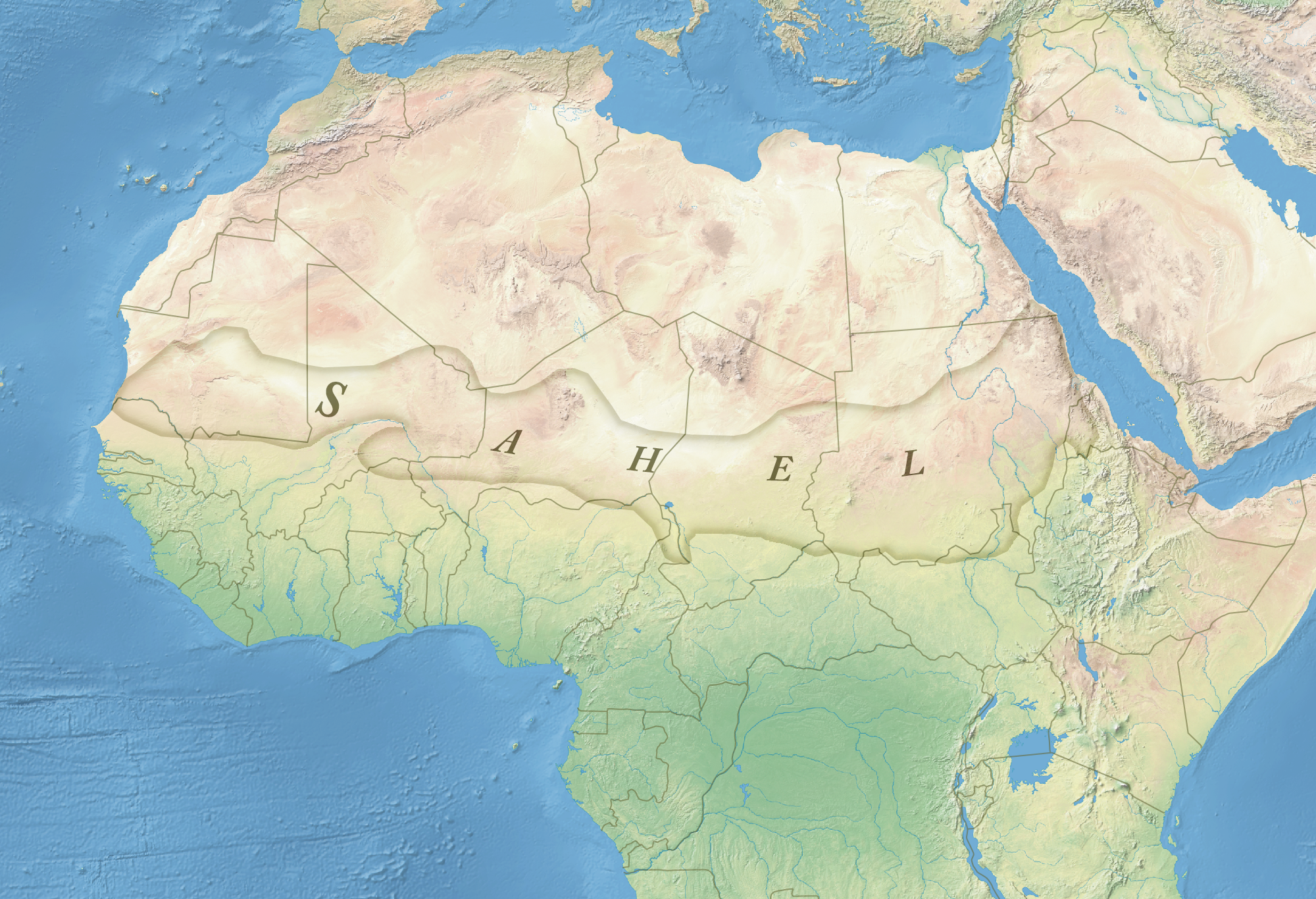
サハラ砂漠の南に帯状に広がるサヘル

サハラ砂漠の周辺やサブサハラの南縁をサヘルと呼び、サバンナが広がっている。サハラ砂漠の南縁にはサヘルのステップが広がり、その南にはスーダン・サバンナと呼ばれる灌木とイネ科植物の多い地帯があり、さらに南には樹木の多いギニア・サバンナがある。
国家ではモーリタニア、セネガル北部、マリ、ブルキナファソ、ニジェール、チャド、アルジェリア南部、リビア南部にあたり、人口は8千万人におよぶ。かつてはフランス植民地だった地域が多い。

### 河川
サハラ砂漠の南を流れるニジェール川は、北の砂漠と南のサバンナの交易をつないでいる。砂漠やサバンナでは牧畜民が長距離を移動して生活しており、交易も牧畜民が担ってきたため、交易路は牧畜民のルートと重なっている。ニジェール川のデルタ地帯では農民や漁民が生活し、食料や衣などの生活物資を砂漠の都市に送った。
河川はサハラ交易の交易品である砂金の産地でもあった。セネガル川、ニジェール川上流、ボルタ川の森林などが採掘場所として知られ、時代とともに移り変わっていった。

### 地中海
サハラ砂漠の北に位置する地中海では、古代から貿易によって貴金属が東方へと運ばれていた。貴金属はアルプス、サルデーニャ、イベリア半島などで採掘されていた。8世紀以降はサハラ交易によって西アフリカ産の金が地中海沿岸に運ばれるようになり、北アフリカ、アンダルス、西アジアの繁栄の基盤となった。15世紀以降はカタルーニャ、プロヴァンス、ヴェネツィアなどヨーロッパ各地の商人も金を求めて北アフリカに進出した。

### 地名
21世紀時点の地名と、サハラ交易が活発だった8世紀から16世紀にかけての歴史的な地名には違いがある。21世紀のスーダンはスーダン共和国や南スーダン共和国を指すが、かつてのスーダンとはサハラ砂漠の南縁全体を表していた。スーダンとはアラビア語で「黒人たちの国々」を意味するビラード＝アッ・スーダーンに由来しており、8世紀から16世紀のアラビア語文献では西アフリカ全体やハウサランドを指す。ガーナは21世紀ではガーナ共和国を指すが、かつてのガーナ王国はモーリタニアやマリ共和国の位置にあった。

## 交易品・キャラバン

### 交易品

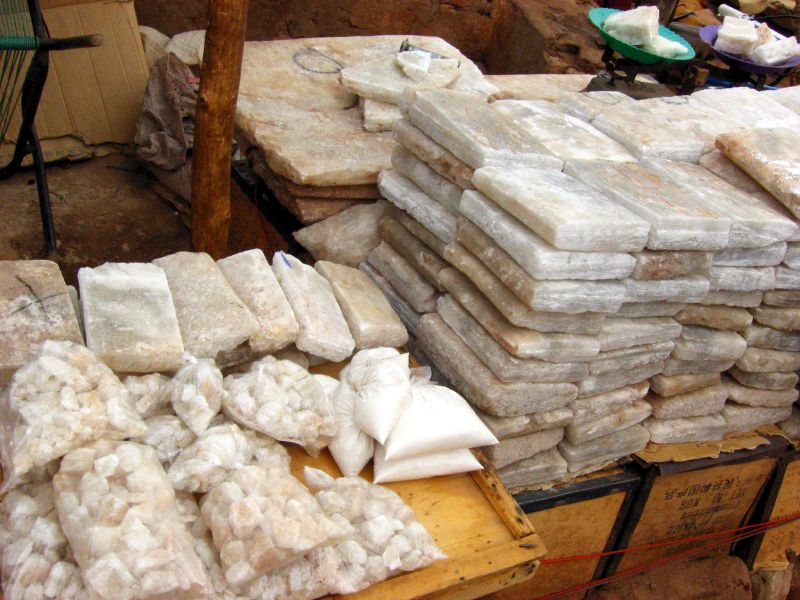
重要な品の1つである岩塩の板。掘り出されてキャラバンによって運ばれる

歴史的に扱われてきた主な交易品として塩、金、奴隷、タカラガイ、コーラの実があった。塩とコーラの実は21世紀以降も取り引きされている。キャラバンのラクダが背負える重量は100キログラムから120キログラムであり、採算を取るには旅費の1.5倍から2倍以上の価値の品物が必要だった。そのため贅沢品か国家が求める品を選んだ。
塩は塩山や塩鉱から掘り出されて南方へ運ばれた。塩鉱はアウリル、テガーザ、カウアル山地などにあった。塩は交易路の定期市では各地の産物と交換され、さらに金やコーラと交換された。21世紀以降もタウデニで採掘された塩が交易されている。塩鉱で採掘された岩塩は板状に削られてバーと呼ばれ、バーの重量は1枚あたり約30キログラムとなる。バーをラクダで運ぶ場合は、ラクダの年齢に合わせて枚数を決める。4歳以上は左右2枚ずつ計4枚、3歳は3枚、2歳は2枚となる。

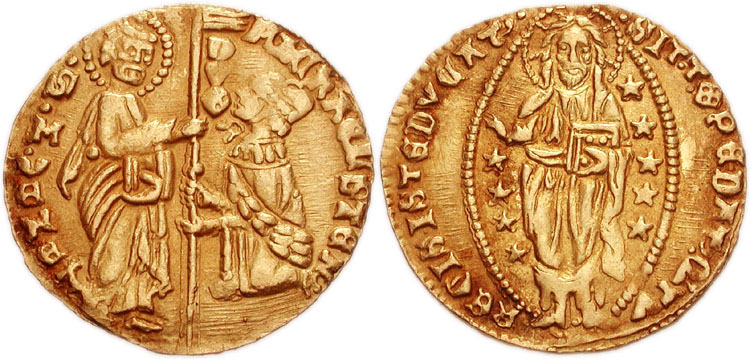
ヴェネツィア共和国のドゥカート金貨。サハラ交易の金はヨーロッパの金貨にも使われた

金は、西スーダンのセネガル川で産する砂金が主なものだった。「スーダンの金」とも呼ばれ、北から運ばれる塩と交換された。金はイスラーム王朝が発行するディナールや、ヨーロッパのドゥカートやフローリンなどの金貨の素材となった。豊富な金によってガーナ、ガオ、マリ、ソンガイなどの国家が栄え、「黄金がニンジンのように土から生える」という伝承が地中海沿岸では生まれた。金が南から北へ運ばれ続けたのは、貨幣文化の違いもあった。金を産出する西アフリカでは、タカラガイの貝貨や、銅、塩、布が貨幣に使われており、金は装身具や贈り物だった。砂金は16世紀には枯渇が進んだ。
奴隷は塩や金に次いで高価な交易品として扱われ、9世紀頃からマグリブ、アンダルス、エジプト、アラビア半島、メソポタミアへと運ばれた。こうした奴隷の増加とともに、アラビア語文献では黒人が劣った人間として記録された。最初期の文献はマスウーディーの『黄金の牧場と宝石の鉱山』（947年）であり、黒人を「知能が足りず、知性が弱い」と論じている。のちのアラビア語文献も黒人の能力について同様の記述をしており、劣る者とみなすことは時代とともに減ったものの16世紀まで続いた。奴隷は16世紀までは年間平均で4000人から5100人、その後はモロッコやハウサ諸王国の影響で7000人に達したとされる。主に若い女性が交易され、妻妾や召使いにされた。男性はオアシスのナツメヤシ畑の管理者、兵士、官僚にされた。ヨーロッパ諸国による大西洋奴隷貿易とは、規模や奴隷の扱いが異なっていた。

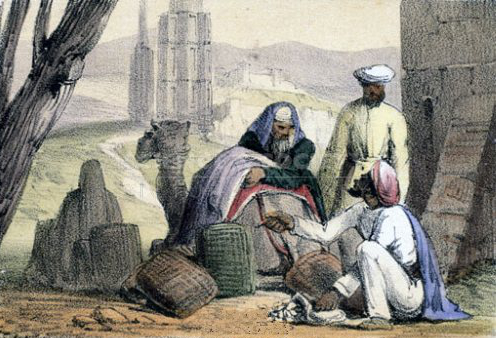
1845年のアラブ商人が使っていた貝貨。タカラガイが使われている

タカラガイはモルディブ諸島で採取されたものがインド洋を越えて運ばれ、アフリカで貝貨として使用された。9世紀頃からモルディブのタカラガイが運ばれていたとされ、紅海から北アフリカをへて交易路に入るルートか、地中海沿岸を進んでサハラ砂漠を横断するルートが使われた。
コーラの実は西アフリカで広く使われている嗜好品で、新鮮な実を刻んでチューインガムのように噛み、眠気覚ましや興奮剤にする。食感は生のニンジンに似ており、渋味がある。サハラ交易では14世紀以降に扱われるようになった。森林地帯のコラの木から産するため、時には2000キロメートル以上を運んだ。高温と乾燥で劣化するため品質の維持に労力と財力が必要で、富と権力の象徴とされた。
その他の品として、胡椒、象牙、皮革、ダチョウの羽根、銅、ガラス、ビーズ、高級織物、馬、大理石、ヘンナの種、陶磁器、インディゴ、ギニアショウガ、ココヤシなどがあった。
農産物は交易品に選ばれなかった。その理由として、(1) 農作物の余剰が少なかった。(2) 農作物の種類が同じ地域が広範囲におよび、交換する意義がなかった。(3) 車輪や牛馬などの運搬手段がなく、かさばる上に利益の少ない農産物は品物にならなかった。

### キャラバン
サハラ交易の中心となった人々は、アマジグ人、ハウサ人、マンデ系のジュラ人やヤルシ人、トゥアレグ人などであり、14世紀頃にはユダヤ人も参加した。これらの集団は交易路沿いに暮らす人々にとっては外部の人間だった。交易集団の多くはイスラームを信仰しており、アラビア語の文字文化を持ち、長衣や装身具などの威信財をもたらす者として各地の政治指導者に影響力を持った。
キャラバンの運搬ではヒトコブラクダが用いられ、ラクダはアラブ系の民族がサハラを越えて定着する助けにもなった。近代までサハラ砂漠はラクダがいなければ横断できなかったが、サハラ砂漠の南縁を越えると雨量が急速に増えるためラクダには適さない環境になる。この地域でのラクダの家畜化に関する最初期の証拠は3世紀のものである。アマジグ人が使用して、ラクダはサハラ砂漠全体を縦断するより定期的な往来を可能にしたが、一定の交易路が出来るのは、7世紀から8世紀に西アフリカがイスラームに改宗してからである。
塩を運ぶキャラバンはアザライと呼ばれ、アザライとはタマシェク語で「出会うために別れる」という意味がある。アザライのメンバーは塩の商人と契約をしており、輸送の代金として岩塩の板であるバー4枚のうち3枚を報酬として受け取る。アザライは盗賊に襲撃される危険があるため、報酬は高かった。キャラバンは暑い日中を避けて夜中から午前中にかけて移動し、夜中の気温は2度、太陽が昇ると35度を超える。水やラクダの餌を全て運べないため、帰りに使う水や餌を道中に埋めておくなどの方法もとられた
21世紀時点のトゥアレグ人のアザライは、ラクダ300頭の編成だった。過去のキャラバンの規模は、14世紀の旅行家イブン・バットゥータによれば、平均的には1000頭のラクダからなるが、1万2千頭に及ぶものもあったという。砂漠に詳しいアマジグ人のガイドが高い報酬で付き添い、仲間の遊牧の民に通行の安全を保証させた。キャラバンの成功は不確実であり、細心の手配が必要だった。全旅程で必要になる量の水を運べないため、オアシスが何日も先にあるうちに使い走りがオアシスに先回りして水を確保した。

### 交通
サハラを挟んだ南北の交流は、長らくサヘルと交易路に限られていた。交易路は2つの主なルートがあった。1つは西部の砂漠を通ってモロッコからニジェール川湾曲部まで通じるもの、もう1つはチュニジアからチャド湖へと通じていた。これらは比較的短く、点在するオアシスをつないでいた。この地域の東端に位置するリビア南部は、オアシスが存在しないためと烈しい砂嵐のため通行不可能だった。
地域によって生態学的な境界があり、荷物の運搬方法を変える必要があった。かつては砂漠を越えてラクダで運ばれた塩は、ニジェール川に着くとカヌーに積み替えてサバンナへ運ばれた。サバンナからの陸路はロバで運び、森林地帯に近づくとツェツェバエを避けるために奴隷による頭上運搬へと替えた。商品の集積と運搬方法の切り替えのため、歴史的に交易都市が建設されてきた。たとえばサバンナ側の商品集積地がジェンネ、砂漠側の集積地がトンブクトゥにあたる。

## 政治

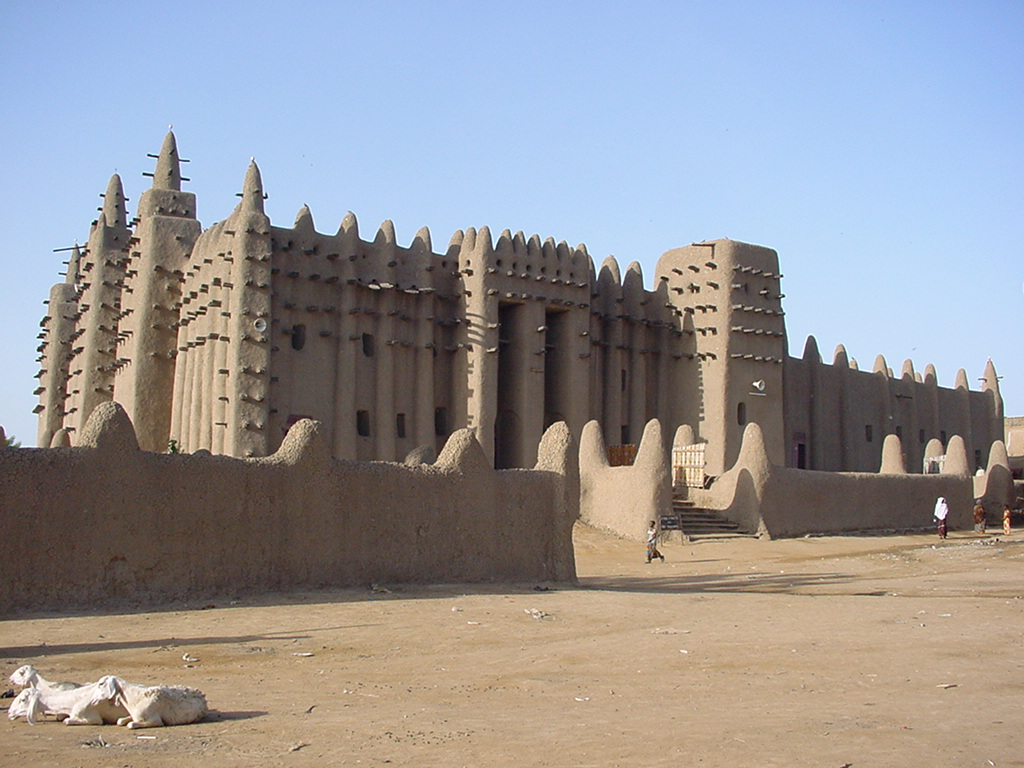
重要な交易基地の一つであったマリ共和国ジェンネ(Djenné)のモスクは世界遺産（文化遺産）にも登録されており、その原型は13世紀末にまで遡る。

交易路が通るガーナ、マリ、ガオなどのサハラ南縁の国家は、サハラ交易によって経済的基盤を得ていた。ただし、キャラバンは自衛手段と独自の組織を持っており、各地の政治支配者からは独立していた。キャラバンは贈り物や貢物によって政治支配者と交流をしながらも、政治支配者の命令に従わなかったり時には対立もした。このために多くの政治支配者はキャラバンへの過度な干渉は避けながら、交易の利益を得ようとした。トンブクトゥ、プイテンガ、サラガなどサハラ交易で栄えた都市は政治の中心地ではなかった。
政治支配者と交易の関係は伝承にも残されている。マンプルシ人の首長アタビアは、首都のガンバガにハウサ商人が増えて交易で栄えるとナレルグに首都を移し、ガンバガはイマームの自治に任せた。するとガンバガはさらに繁栄したという。モシ人・ダゴンバ人・マンプルシ人の間では、首長が市場へ行くことが禁じられている。その理由は、市場の秩序が乱されることを警戒した点にあった。
交易と政治の権力が分かれている場合は、交易の経済論理に対して歯止めがかけられていた。金の採掘には地元の商人が携わり、アマジグ人の商人は参加できなかった。しかしその歯止めがなくなり、各地の政治支配者と商人が結びつくと、17世紀以降に奴隷交易が増加した。奴隷交易を財源とする首長らは、近隣民族から捕らえた奴隷を商人に売り、商人は北アフリカやギニア湾の沿岸に奴隷を運んだ。このために西アフリカでは奴隷貿易に抵抗する民族によるジハードや建国も起きた。当時のジハードは20世紀以降の武装勢力が活動の根拠ともしている。
19世紀以降のヨーロッパによる植民地化によって、サハラ交易は衰退した。20世紀後半にアフリカ各地が植民地から独立したのちは、国境によって交易路や交易者の居住が分断され、生活の基盤が脅かされた。このため主に交易を担ってきたトゥアレグは反乱を起こした。

## 初期のサハラ交易
タッシリ・ナジェール山脈には、2頭から4頭の馬に引かれた2輪の戦車の岩絵が描かれている。岩絵は1933年に発見され、サハラ各地に200以上が描かれていることが判明した。岩絵をもとに、古代から地中海からニジェール川にかけての交易路が存在するという仮説も立てられた。しかし荷物のようなものは見えず、戦闘用の馬車しか描かれていないため、交易とは関係がないとされている。1950年代以降の調査で、岩絵の様式がミケーネ文明の美術に似ているため紀元前1200年以後に描かれたという仮説や、ジブラルタル海峡を越えてヨーロッパからもたらされた馬であるとする仮説も出された。しかし岩絵をどのような者が描いたかは不明となっている。
古代ギリシアの歴史家ヘロドトスは、著書『歴史』でリビュアについて記録している。砂漠の大地がテーベからヘラクレスの柱まで続き、堆積した塩と美味な水があると書いている。その地でカルタゴ人がリビュア人と金を交換したと記録しているが、これはモロッコ大西洋岸でありサハラの南北交易ではないとされている。

### ガラマンテス人

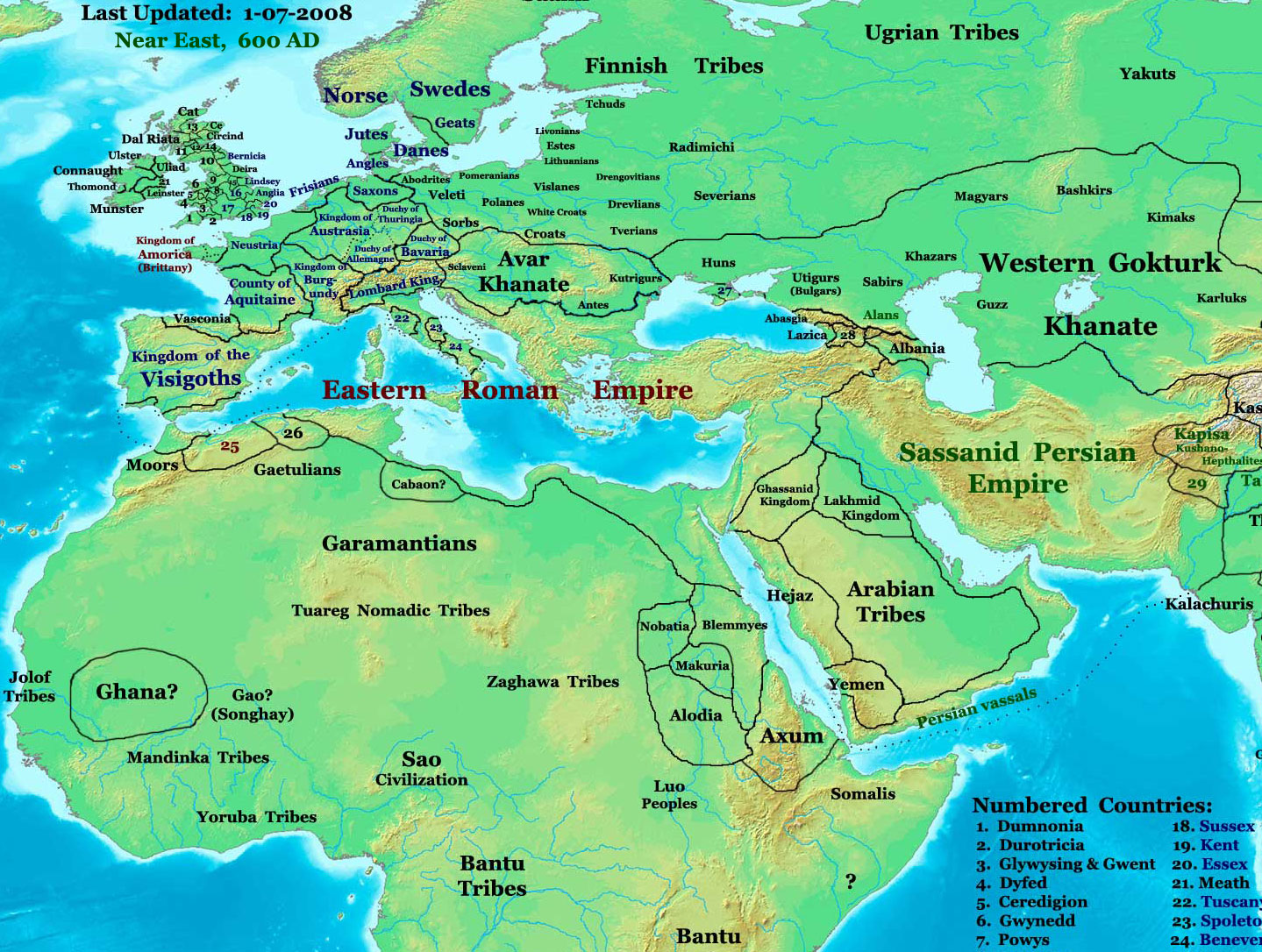
6世紀のガラマンテス人の領域

ヘロドトスや、のちの古代ローマの学者プリニウスやプトレマイオスは、北アフリカにガラマンテス人と呼ばれた民族がいたことを記録している。ローマ帝国はカルタゴを滅ぼしたのちに北アフリカに進出し、ガラマンテス人はローマと対立した。3世紀には両者は和解し、トリポリからキャラバンのルートが3本あり交易が行われた。ローマ人の商人や技術者がガラマンテス人の土地に住み、ローマは陶器やガラス器を輸出し、ガラマンテス人は象牙、奴隷、獣皮、Carburcliと呼ばれる紅玉に似た宝石を輸出した。この中でCarburcliが特にガラマンテス産の商品だとされており、非常に高価で小さな石でも40スティタスの値段だった。ガラマンテス人は当時のサハラ砂漠の交易に関わっていたと推測されるが、ニジェール川までは到達せず、フェザーンからホガール山地までを範囲としていた。ガラマンテス人とローマ帝国の交易は3世紀半ばに最盛期となり、4世紀以降はローマの北アフリカ支配の弱体化によって減少した。ラクダが家畜として北アフリカで普及し始めるのも4世紀頃とされる。
6世紀にはビザンツ帝国が北アフリカに進出し、アマジグ人と対立した。同世紀には、ガラマンテス人とビザンツ帝国との交易も行われた。ビザンツの北アフリカ支配は639年のアラブ人の侵略で終わり、フェザーンは略奪されて交易も途絶した。数十年後に、「スーダンの金」をめぐって交易が再開されることになる。ガラマンテス人は、トゥアレグ人の祖先だと推定されている。

## 8世紀から12世紀
ウマイヤ朝のウクバ・イブン・ナフィは、671年に拠点としてカイラワーンを建設し、681年頃にはイスラーム教徒はスーダンから運ばれる金の存在を知った。アンダルスの歴史家アブー・ウバイド・バクリーは著書『諸道と諸国の書』で、745年にシジルマサに3つの井戸が掘られ、サハラ交易の拠点とされたと記述している。シジルマサは8世紀から10世紀にかけてアマジグ人の国家の首都となった。それらのアマジグ人はイスラームのイバード派に属しており、信仰を個人の奥深くにしまって無益な軋轢を起こさないキトマーンを実践していた。このためイバード派の商人はサブサハラの黒人と交流しやすかった。
ウマイヤ朝を倒したアッバース朝は761年からマグレブに進出してカイラワーンを支配し、アマジグ人はターハルトへと移住した。シジルマサとワルグラを拠点とする2つの交易路が西スーダンとつながり、シジルマサの首長とターハルトを首都とするイバード派の国家ルスタム朝は友好的な関係を築いた。ターハルトの商人たちは南方のガーナ王国との交易を行なった。この時代の政治支配者は伝統的な信仰を持っており、他方で交易集団や手工業者はイスラーム教徒で構成された。

### ガーナ、ガオ

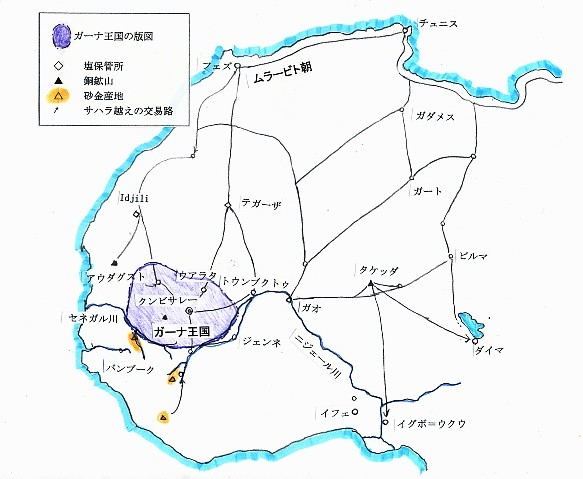
11世紀頃のガーナ王国とサハラ越えの交易路

8世紀にはいくつかの交易ルートが確立され、重要なものはシジルマサやガダメスを終点として北方へと通じていた。イスラームを受容したアマジグ人の交易商は、これらの諸都市やサブサハラのアフリカ人との交渉が増えて改宗を促進した。アマジグ人はまた、自らサヘルへと出向いた。アウダゴストなどを中心とするガーナ王国の興隆は、サハラ交易の増大と並行して進んだ。8世紀のアラブの地理学者アル・ファザーリーは、アラブ軍が「ガーナという黄金の国」に遠征したことを記録している。これがガーナ王国にあたる。イブン・アル・サジールは780年頃のガーナ王国に向かう交易の出発点がターハルトにあったと記述している。ガーナは南の森林地帯から産する金によって繁栄した。金の交易を守るために、軍事力と統治組織によって交易路の安全保障を保った。ガーナの金は「スーダンの金」として7世紀頃には北アフリカでも有名になり、のちのアッバース朝の経済力の基盤にもなった。
9世紀の地理学者アル・ヤアクービーは、西スーダンがいくつかの王国に分かれ、カウカウという国がガーナに隣接していたと記述している。カウカウはソンガイ人の政治的中心地であるガオと同じとされる。北アフリカのターハルト、ガーナ、ガオを結ぶ2つの交易路が、サハラ交易の主なルートとなった。
1. ルートの1つはターハルトからシジルマサやアウダゴストをへてガーナとガオを結ぶ。ターハルトからガーナまでは60数日かかった[71]。
2. もう1つのルートはターハルトからビスクラやワルグラをへてサハラ中央部からガオを結ぶ。このルートはタッシリ・ナジェールの岩絵のルートと同じである[71]。
3. 地理学者イブン・ハウカル（英語版）によれば、10世紀にはエジプトとガーナを結ぶルートもあった。ガーナからニジェール湾北岸を東に進んでナイル川の上流に達し、川を下ってカイロに着くというものだったが、交易路沿いの住民が貧しいために放棄された。のちにトンブクトゥやワラタからフェザーンを横断してカイロに行くルートが使われるようになり、14世紀マリのマンサ・ムーサもこのルートを使ったと推測される[72]。

### 塩・金交易の確立

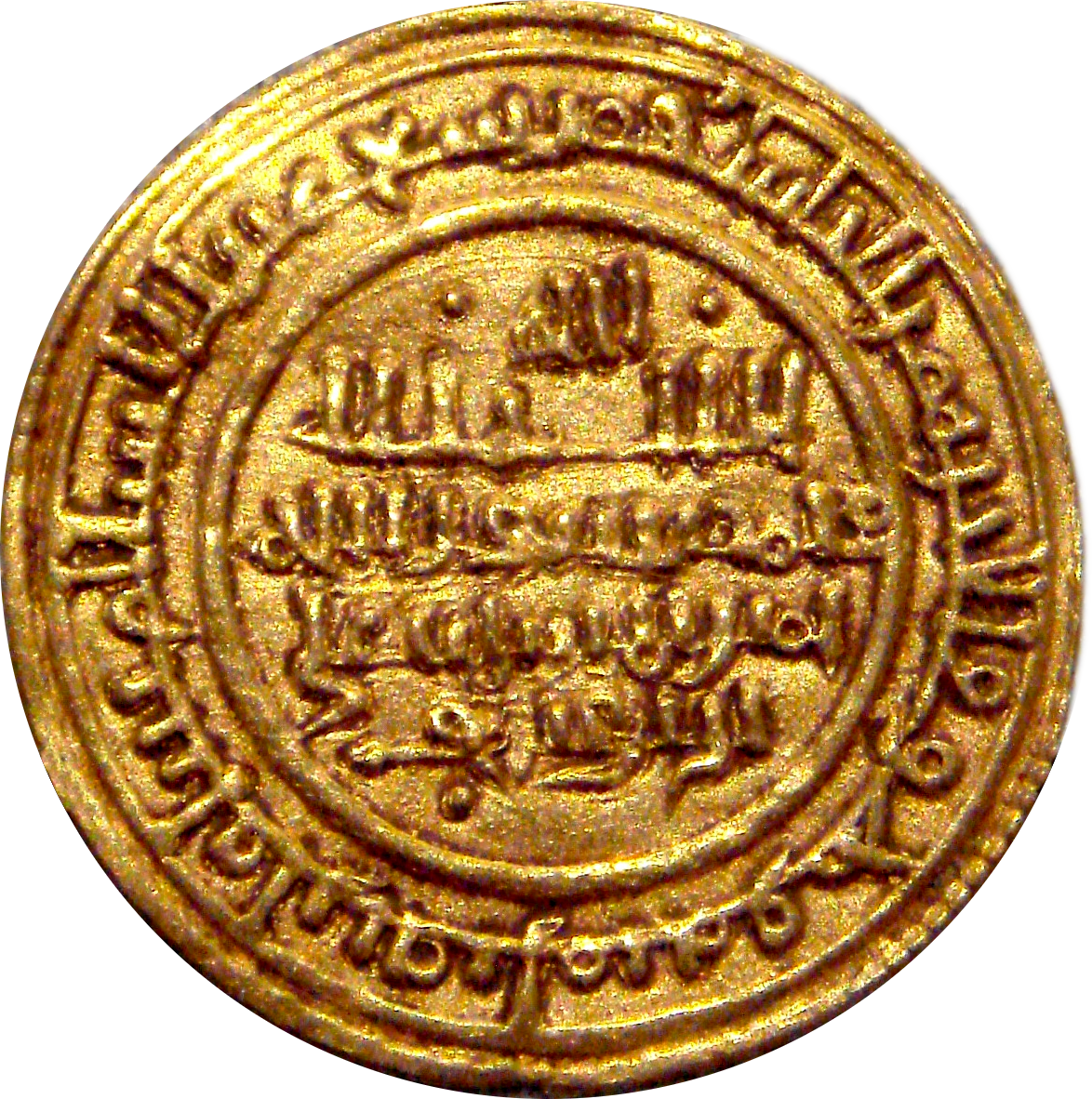
ムラービト朝が1116年にセビリアで発行したディナール金貨。ムラービト朝のディナールは質の高さで有名となった。

8世紀には「スーダンの金」が北アフリカに運ばれるようになり、イスラーム王朝ではディナール金貨の発行量が増加した。9世紀には地中海周辺やコルドバのウマイヤ朝を経由してフランク王国や、東欧や北欧、インド洋へとアラブの金貨が運ばれた。9世紀にはメソポタミアやペルシャは金本位制となり、10世紀や11世紀にかけてコルドバではディナールの鋳造が活発化した。こうしてガーナの金は、ヨーロッパやアジアの経済にも影響を与えた。10世紀チュニジアに建国されたファーティマ朝は金貨を中心とした貨幣政策をとり、シジルマサのルートの維持に力を注ぐとともに金貨を鋳造した。
塩の交易はアマジグ系民族のサンハージャ人が支配していたが、9世紀半ばから他のアマジグ人が主導するようになった。アウリルで産する塩はセネガル川沿岸に運ばれて金と交換された。1030年から1040年頃にテガーザの塩山が発見されて採掘が始まると、アウリルの取引は減少してセネガルでのみ利用されるローカルな場所となり、アウダゴストも交易の拠点からラクダの飼育の拠点に変わった。塩は奴隷が採掘し、岩塩の板をラクダ1頭あたり4枚ずつ積んで運んだ。良質な塩はジェンネに運ばれてニジェール川をくだってビトゥやボンドークーの金と交換された。カウアル山地の塩はボルヌー地方やハウサに運ばれた。こうして10世紀中頃には、サハラ交易の特徴である塩と金の交換が定型となった。
アウダゴスト、ガーナ、ガオの王は関係を維持した。ガオは9世紀後半にルスタム朝と同盟し、シジルマサのイマームとは政略結婚で結びつきを強めた。交易路は西スーダン、マグレブ、エジプトまで至るようになり、ガオは交易路を掌握していった。アブー・ウバイド・バクリーの記述によれば、ガーナの首都は2つに分かれ、12のモスクが建つイスラーム商人の街と、王の宮殿がある王都だった。ガーナは入国する交易商に課税し、ロバ1頭の塩ごとに1ディナール（金4.25グラム）、出国される塩1荷ごとに2ディナール、銅1荷ごとに5ミスカール、雑荷1荷ごとに10ミスカールだった。ガーナは交易から利益を得て、弓矢の兵士4万人と20万人の歩兵を動員できた。
アウダゴストは砂地の平原に位置するオアシス都市で、10世紀のアル・ムハラビは旅行者を引き寄せる美しい市場がある都市として記録している。交易の宿営地も増えていき、東西の交易路の宿営地であるワルグラや、家畜を商品と交換するタデメッカには遊牧民たちも集まった。タデメッカの住民は赤い綿の衣服を身につけ、王は赤いターバンに青いズボンの身なりで、刻印されていない金貨をディナールとして使っていた。ガオの町では金属貨幣の他に、岩塩の板も貨幣として流通した。

### ムラービト朝
イバード派のアマジグ商人はサハラ交易を順調に進めたが、その姿勢は他のイスラーム教徒から問題視された。イバード派は外部に対してイスラームを強くは求めないため、異教徒に取り入っているように見えた点が原因だった。これにアマジグ人同士の対立も影響し、サンハージャ系のアマジグ人によってジハード（1056年）が起きた。マーリク派のイスラーム王朝として建国されたムラービト朝は、ガーナとアンダルスを征服したため、サハラ交易の南北は初めてセネガルからイベリア半島までつながった。モロッコは、それまでのイドリース朝では銀貨と銅貨が中心だったが、ムラービト朝以降はサハラ交易による金がもたらされて金貨が中心となった。ムラービト朝のディナール金貨はシジルマサ、グラナダ、セビリアを中心に発行され、良質だったため交易を促進した。ムラービト朝のサハラ支配は短命で1087年か1088年には終わったが、アグマート、ヌール、マラケシュ、フェズの商人によって金は北方へ運ばれ続けた。ムラービト朝の征服によるガーナの衰退は、のちにマリが建国される一因となった。

## 13世紀から15世紀
ガーナ王国は、金を運ぶ先だったムラービト朝が衰退すると国内が混乱した。ブレにおける新しい金鉱は、アウダゴストやクンビ・サレーを通る交易量を減らし、代わりにマンデ人に利益をもたらした。マンデ人は一時、スマングル・カンテが治めるソソ王国に併呑され、交易路が荒廃した。
西アフリカ南部の交易中心部は、ベゴー、ボノ・マンソ、ボンドゥクを含むサバンナに発展した。西部の交易ルートは、現在のモーリタニアに位置するウアダン、ウアラタ、シンゲッティを交易中心部とした。東寄りのルートの周辺ではアソデのトゥアレグの町やニジェールに位置するアガデズが成長した。ニジェール湾に沿ったルートは、シジルマサからテガーザの塩鉱やトンブクトゥをへてマリの首都ニアニに通じていた。イブン・ハウカルやバクリーはシジルマサからアウダゴストまで50日かかると書き、14世紀の旅行家イブン・バットゥータはアウダゴストから東に約360キロメートルのワラタまで50日間かかると書いている。ワラタは南の終着点としてマリが厳しく監視をしていたとされる。
この時代には、西アフリカの政治支配者がイスラームを信仰するようになった。その目的には、地中海沿岸など北アフリカのイスラーム王朝との関係を緊密にすることも含まれていた。ファーティマ朝の遷都によって11世紀に途絶えたエジプトとの交易は、マムルーク朝によって14世紀から復活し、サハラ交易の中心が東に移りチュニジアやエジプトが繁栄し、西方のモロッコの交易は減少した。これがのちにモロッコのサアド朝が交易権をめぐってソンガイ王国を攻撃する原因となった（後述）。15世紀からはポルトガルが大西洋から海路でアフリカとの貿易を行うようになり、交易路は大西洋に向かうルートも加わった。
交易によって富を蓄えた商人の中には、文化の振興を行なったり自らが学問の世界に入る者がいた。また、イスラームを信仰する王が交易路を使ってハッジ（メッカ巡礼）を行うようになると、イスラームの学者や教師、建築家を自国へ連れ帰るようになった。こうしてトンブクトゥやジェンネなどの都市はイスラーム文化が活発になり、学問の都にもなった
。

### マリ

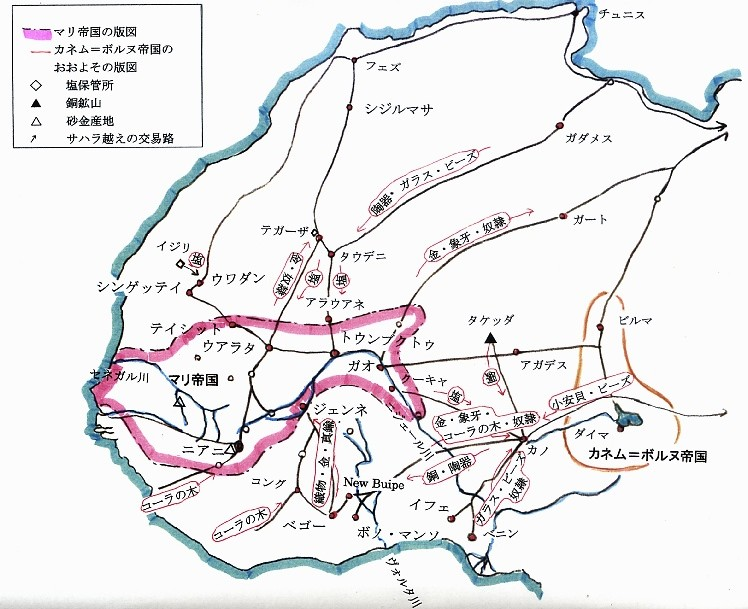
13世紀 - 15世紀初頭のマリ帝国とサハラ交易路

国外追放されていたスンジャタ・ケイタが1240年にスマングル・カンテを倒してマリを建国し、その後の3代にわたってマリ帝国が整備された。マリによって交易路が再組織され、それまで交易の中心だったアラブ人やアマジグ人に加えて、西アフリカ人も参加するようになった。マリの商人は北アフリカへ金を運んだあとでテガーザの塩を入手してマリへ運び、アマジグ人に独占された高価な塩を買う必要から解放された。マリにはワンガラと呼ばれる交易集団が形成され、国内の金交易に関わった。ワンガラやジュラ人と呼ばれるマンデ系の交易集団は西アフリカを交易路で結び、機織、製鉄、土器などの技術を含む文化的な共通性も生まれた。
マリ時代に商品の変更が起き、銅と綿織物が加わった。13世紀にテガーザで銅鉱山が始まり、14世紀にはマリは銅を周辺地域に輸出して金と交換した。織物は木綿の導入とともに始まり、14世紀から16世紀にかけて生産が活発になり北アフリカにも輸出された。北から南に運ばれた商品は塩が中心で、馬、タカラガイ、デーツ、ガラス工芸品などがあった。ヨーロッパは金の流入をさらに活発化した。13世紀にはヴェネツィア共和国でドゥカート、フィレンツェ共和国でフローリンなどの金貨が鋳造された。14世紀の記録によれば、ジェノアの商人はアンダルスから金貨を輸入してイタリア各地やベイルート、アレクサンドリアなどに輸出しており、この金貨はマグリブの金から鋳造されていた。

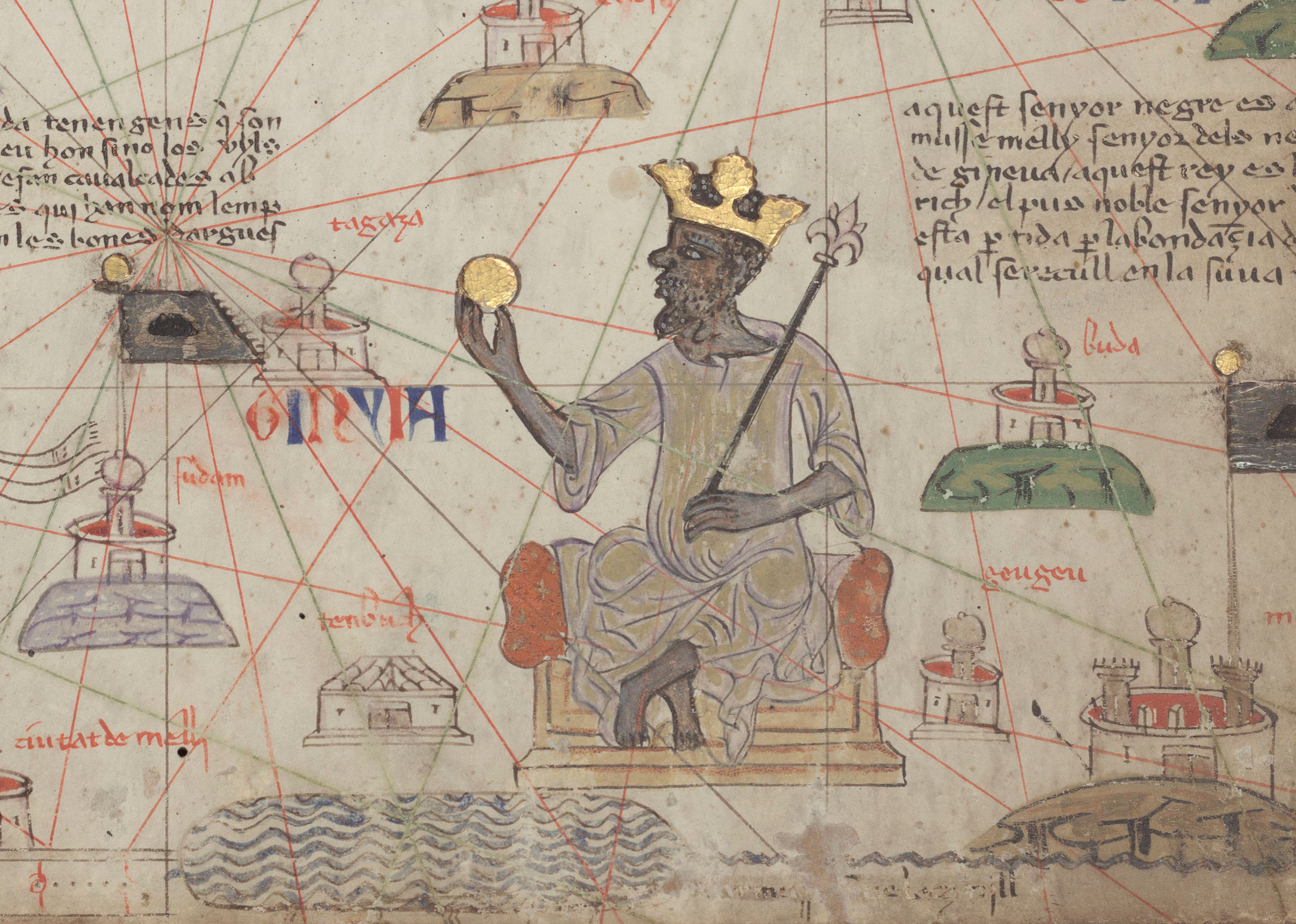
地図に描かれたマリの王マンサ・ムーサ。「ムッセ・マリと呼ばれ、国に産する金のゆえに最も富裕な王である」と説明されている。

歴史家のアル＝マクリーズィー、旅行家のイブン・バットゥータや地理学者・旅行家のレオ・アフリカヌスらによる文献には、マリによるサハラ交易の支配と繁栄が描写されている。ガオおよびジェンネを含む、ニジェール川湾曲部の都市が繁栄したのはマリ帝国のもとだった。マリの王たちは大量の金を使ってハッジを行うようになり、トンブクトゥがその富によってヨーロッパで知られるようになった。14世紀前半にマリは最盛期となり、1324年にハッジを行ったマンサ・ムーサは8000人を引き連れたともいわれる。マンサ・ムーサによってカイロに10トンの金が流入し、金1ミスカール＝金25ディナールだったレートが金1ミスカール＝銀22ミスカールに下落する状態が12年以上続いた。

### ソンガイ
ニジェール川流域のソンガイ人は、1375年頃にマリの支配下にあったガオを占領して拡大し、15世紀末にはソンガイ王国を建国した。ソンガイは交易路を再組織し、エジプトとの関係を強化した。塩が枯渇したテガーザに代わってタウデニで採掘が始まり、交易はさらに活発化した。マリ時代に続いてワンガラが金交易を主導した。商品はマリ時代と同じく金、塩、奴隷、馬、タカラガイなどが中心だった。

### カネム・ボルヌ
東部のサハラ交易ルートは、中央スーダンのチャド湖地域を中心として、長く存続したカネム・ボルヌ帝国の発展を導いた。この地域は金を産出しなかったため、奴隷、コーラ、象牙が主な交易品となった。サヘルと熱帯雨林地帯とを結ぶ交易ルートには11世紀からワンガラが参加した。チャド湖北部のカネム王国は13世紀にはフェザーンを支配したが、14世紀にはチャド湖西南部のボルヌ王国が中心となった。

## 16世紀から20世紀中頃

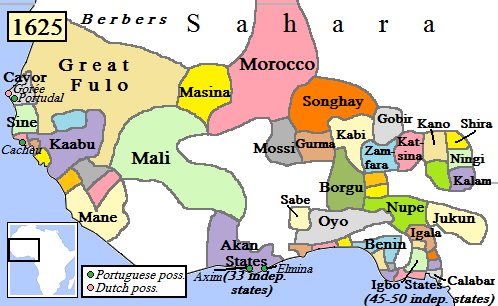
1625年の西アフリカ

この時代以降、サハラ交易は減少していった。理由としては次の点があげられる。
1. 交易ルートの変更：西アフリカ沿岸をポルトガル人が往来するようになり、ヨーロッパと西アフリカの間に新たな交易路が開かれた。16世紀初頭までに、ヨーロッパ人の拠点が沿岸に設けられ、西アフリカにとって富裕なヨーロッパ人は重要になっていた[注釈 23][105]。
2. 交易品の減少：西スーダンの金資源が枯渇したことも交易の減少につながった[11]。タカラガイはベニン王国やコンゴ王国でも貨幣として使われ利益を上げていたが、ポルトガルをはじめとしてヨーロッパ諸国が大西洋から海路で大量に運ぶようになると価値が下落し、サハラ交易での扱いは減っていった[注釈 24][106]。
3. 環境の変化：16世紀まではサハラ砂漠やニジェール川、チャド湖に国家があったが、17世紀以降に西アフリカの乾燥化が進み、南部への移住が進んだ[7]。
4. 治安の悪化：モロッコを支配するサアド朝は、テガーザの塩鉱の支配権をめぐってソンガイと対立してトンディビの戦い（英語版）（1591年-1592年）が起きた[107]。サアド朝はサハラ砂漠を越えて軍隊を送り込み、トンブクトゥやガオなどの重要な交易中心部を攻撃した。ソンガイ王国は滅び、建物が破壊され財産は略奪された。この破壊行為が都市を衰退させ、その結果生じた敵意が交易を大きく減少させた[105]。

### 奴隷交易の増加
サアド朝は毎年1トンという多量の金を入手したが、内紛が起きて17世紀初頭にはトンブクトゥに軍を派遣する力を失った。モロッコによる名目的な支配は17世紀から18世紀まで続き、その間にサハラ交易は活発化した。ソンガイの滅亡によってハウサ地方が独立してハウサ諸王国が建国され、交易の拠点となった。中央スーダンではカネム・ボルヌ帝国やハウサ諸王国によって奴隷交易が活発になり奴隷狩りが増えた。カメルーンやチャドに身体変形の慣習が多いのは、奴隷狩りを避けるための名残りだという説もある。

### フルベ

1875年の西アフリカ

奴隷交易の増加は、サハラ交易を支配するアマジグ人や、商人と結託したイスラーム王朝に対する反感を強めた。西アフリカの遊牧民のフルベ人は18世紀から既存のイスラーム勢力に対するジハードを起こした。ウスマン・ダン・フォディオは1804年にソコト帝国を建国し、その他にもフルベは1818年にマシナ帝国、19世紀中頃にトゥクロール帝国を建国した。それまでのサブサハラでは異教の国家がイスラーム化するという経過をたどっていたが、フルベ人は建国からイスラームに基礎を置いた。政治指導者はイマーム、カリフ、シェイクなどの称号を使い、聖戦はウラマーによって指導された。

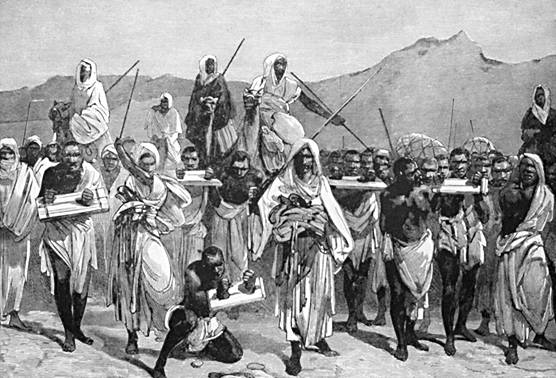
19世紀のアラブ人によるサハラの奴隷交易

ソコト帝国をはじめとするフルベ人は、伝統的なイスラーム勢力を「混乱したイスラーム」と呼んでジハードを行った。フルベ人が敵対したのはモロッコやハウサの諸国家、トゥンブクトゥやジェンネなどの都市、カーディリア派のスーフィズム教団などの勢力があり、伝統的にイスラームとされてきた地域や集団が含まれている。これはジハードの観点からは矛盾があるとされ、議論も行われた。当時はサハラ交易の奴隷増加はサハラ南縁の住民にとって危機的な状況となっており、生活を守るためにジハードと土着のイスラーム国家の建国が行われたという事情があった。しかし、ジハード後に任命されたエミールはほとんどがフルベ人であり、ハウサ諸王国時代に批判されていた家畜税や奴隷制はソコト建国後も廃止されなかった。そのためフルベ人による建国がイスラームの名を借りた権力奪取だという批判も起きた。この批判は、「混乱したイスラーム」がいまだに残っているという認識につながり、21世紀以降にボコ・ハラムなどが活動の根拠にしている（後述）。

### ヨーロッパによる植民地化
大きく減少したとはいえサハラ交易は継続し、トリポリとカノを結ぶルートが使われた。しかしヨーロッパ諸国のベルリン会議（1884年-1885年）によってアフリカ分割が決まると、北アフリカ、サハラ、西アフリカが征服されていった。1894年にはフランス軍がトンブクトゥを占領し、占領地に出入りする商人に関税を課してサハラ交易に介入した。これに対してトゥアレグ人やサヌーシー教団は抵抗した。他方でナイジェリアを植民地化したイギリスは1911年にラゴスからカノに鉄道を建設した。第一次大戦後にはトラックが導入され、フランス系の商社によってアルジェリアからデーツ、タバコ、絨毯などが南へ運ばれ、マリからラクダ、ヒツジ、ピーナッツなどが北へ運ばれた。こうして伝統的なキャラバンはさらに衰退した。
キャラバンの衰退は、交易を担ってきたトゥアレグの生活基盤を破壊したためにトゥアレグによるフランスへの反乱が相次いだ。1914年の反乱では死者が1500人以上、1929年の反乱では死者が1500人以上でラクダが25000頭以上死亡した。

## 第2次世界大戦以降

### 交易の衰退とトゥアレグへの影響
1960年代以前は、タウデニの塩鉱はモーリタニア、モロッコなど各地から坑夫やキャラバンが集まる交易センターだった。1960年代以降に植民地からの独立が相次ぐと、国境線の確定にともなって往来が限定され、南北を結ぶ複数のルートが厳しい状況となった。西アフリカ各地の独立（1960年）とアルジェリア独立（1962）によって、トゥアレグの領域は5カ国に分割された。トゥアレグはキャラバンの衰退による生活手段の破壊に加えて居住地域を分断され、マリやニジェール政府はトゥアレグに定住化政策を行った。これに対してトゥアレグはマリやニジェール政府に対する反乱を拡大した。
各国政府はトゥアレグ人に対立し、サハラ交易を維持するための政策をほとんど行わなかった。国際社会は、この地域にはフランスの影響と利権がある点や、地下資源に乏しい点などを理由に関心を払わなかった。このため交易を生業にできなくなったトゥアレグはリビアやアルジェリアに出稼ぎに行くほか、生活のために麻薬取引や身代金目的の誘拐を行う者も現れた。1990年代のトゥアレグの反乱、そしてアルジェリア内戦（1991年 - 2002年）により多数の道路が閉鎖され、交易路を一層荒廃させた。

### 武装組織
独立を求めるトゥアレグ人の他に、イスラーム主義を掲げるアル・カーイダやボコ・ハラムなどの武装組織もサハラ交易の地域を拠点とするようになった。ボコ・ハラムは正式には「宣教とジハードのためのアフル・スンナ」という名称で、2002年に結成されたイスラーム主義の集団がもとになっている。ボコ・ハラムは19世紀に始まったジハードが完了していないと主張しており、イスラーム国家の樹立やシャリーアの全国的導入を求め、カーディリー教団やティジャニーヤ派を異端者と批判した（フルベも参照）。その他に2007年結成のイスラーム・マグリブ諸国のアル＝カーイダ機構（AQMI）や、2011年結成の西アフリカのタウヒードとジハード運動（MUJAO）などがある。
武装組織は資金を得るために麻薬取引に関与しており、中南米産のマリファナやコカインは西アフリカを経由して4輪駆動車や飛行機でヨーロッパや西アジアに密輸されている。2012年時点で世界の麻薬取引の約15％がサヘルを通過しているともいわれる。2007年以降に武装組織の活動が活発化し、テロや誘拐事件が相次いだ。マリではマリ北部紛争（2012年）が起きてトゥアレグ軍がトゥンブクトゥを占領し、アルジェリアのイナメネスではアルジェリア人質事件（2013年）が起きた。ボコ・ハラムはイスラームのもとでの奴隷制の復活を宣言し、女子学生を標的としたナイジェリア生徒拉致事件（2014年）を起こしている。かつて塩を採掘していたテガーザの廃坑も、アル・カーイダ系武装組織の拠点となった。
サハラ交易によって学問の都にもなったトンブクトゥは、2013年にイスラーム・マグリブ諸国のアル＝カーイダ機構（AQMI）に占領された。アフマド・ババ研究所の古文書が焼かれ、占領前に運び出された古文書37万7000冊と、隠されていた古文書1万603冊は無事だった。

### 21世紀のキャラバン

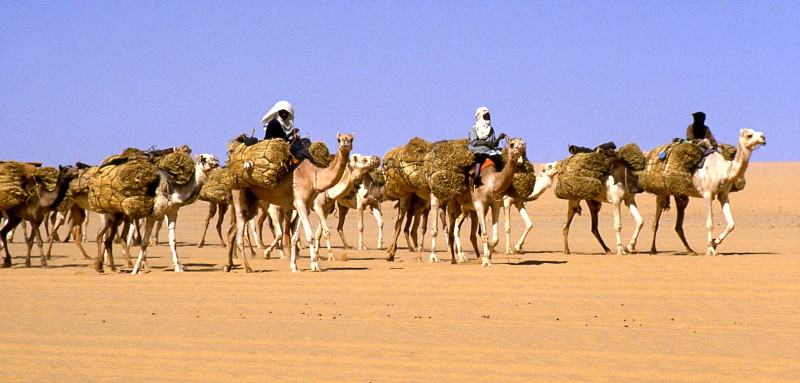
アガデズからビルマへ向かうルートを進むキャラバン

2004年時点では、少数のタール舗装道路がサハラ砂漠を横断しており、限られた数のトラックが特に塩の運搬を担っている。伝統的なキャラバン・ルートは、ほとんどがラクダを使っていない。しかしアガデズからビルマや、トンブクトゥからタウデニへの距離の短いルートは、定期的に塩のキャラバンであるアザライが利用している。砂丘が連なっており砂質が柔らかいルートではトラックよりもラクダが適している。トゥアレグ人の一部はラクダによる伝統的な交易ルートを使っており、サハラ砂漠を縦断する毎年6ヵ月間にわたる1,500マイルの旅を行い、内陸砂漠から砂漠縁辺の集落へ塩を運んでいる。21世紀以降の政情不安によって、近年では部外者が交易路にアクセスするのは困難となっている。

## ポピュラーカルチャー
サハラ交易に関連する場所で世界遺産に登録されたものもある。ジェンネやトンブクトゥは1988年に世界遺産登録が決定した。
かつてサハラ交易で繁栄した都市は、交易の衰退に代わって観光地となる場合もある。パリからスタートして西アフリカを横断するパリ・ダカール・ラリーが1978年から行われ、ラリーのコース上にあるティシットにはレース関係者や観光客が訪れた。しかし治安の不安定化を理由にラリーは中止され、2009年の会場は南アメリカへと移った。
ジャーナリストのデコート豊崎アリサは、1998年にトゥアレグ人のアザライに参加し、テネレ砂漠を横断する1400キロメートルの交易に40日間同行した。のちの2003年にデコート豊崎はアザライに4ヶ月同行し、その模様を映画『Caravan to the Future』（2017年）として公開した。